# Pierre Chastellain
Pour les articles homonymes, voir Chastellain.
Pierre Chastellain (1606-1684) est un jésuite et un missionnaire canadien connu pour son ministère auprès des Hurons.
Né à Senlis, il arriva à Québec le 11 juin 1636, avec le père Charles Garnier. Ces deux pères avaient traversé sur le vaisseau qui amenait M. de Montmagny, successeur de M. de Champlain dans le gouvernement de la Nouvelle-France. À peine étaient-ils entrés dans le fort qu'on vint demander à M. de Montmagny s'il souhaitait être le parrain d'un sauvage qui désirait le baptême. 
Le gouverneur se réjouit d'avoir ce bonheur qu'à l'entrée de son gouvernement, il aida à ouvrir les portes de l'église à une pauvre âme et ce fut le père Chastellain qui administra le baptême. Il partit bientôt pour le pays des Hurons. Après un ministère de près de quarante-sept ans, il mourut à la résidence do Québec, le 14 août 1684. Il fut pendant trente ans le confesseur des hospitalières de Québec.